# Völgyön-túl
Völgyön-túl (románul: După Deal), falu Romániában, Maros megyében.

## Története
Kisikland község része. A trianoni békeszerződésig Torda-Aranyos vármegye Marosludasi járásához tartozott.

## Népessége
2002-ben 16 lakosa volt, ebből 16 román nemzetiségű.

## Vallások
A falu lakói közül 16-an ortodox hitűek.